# Larissa Rieß

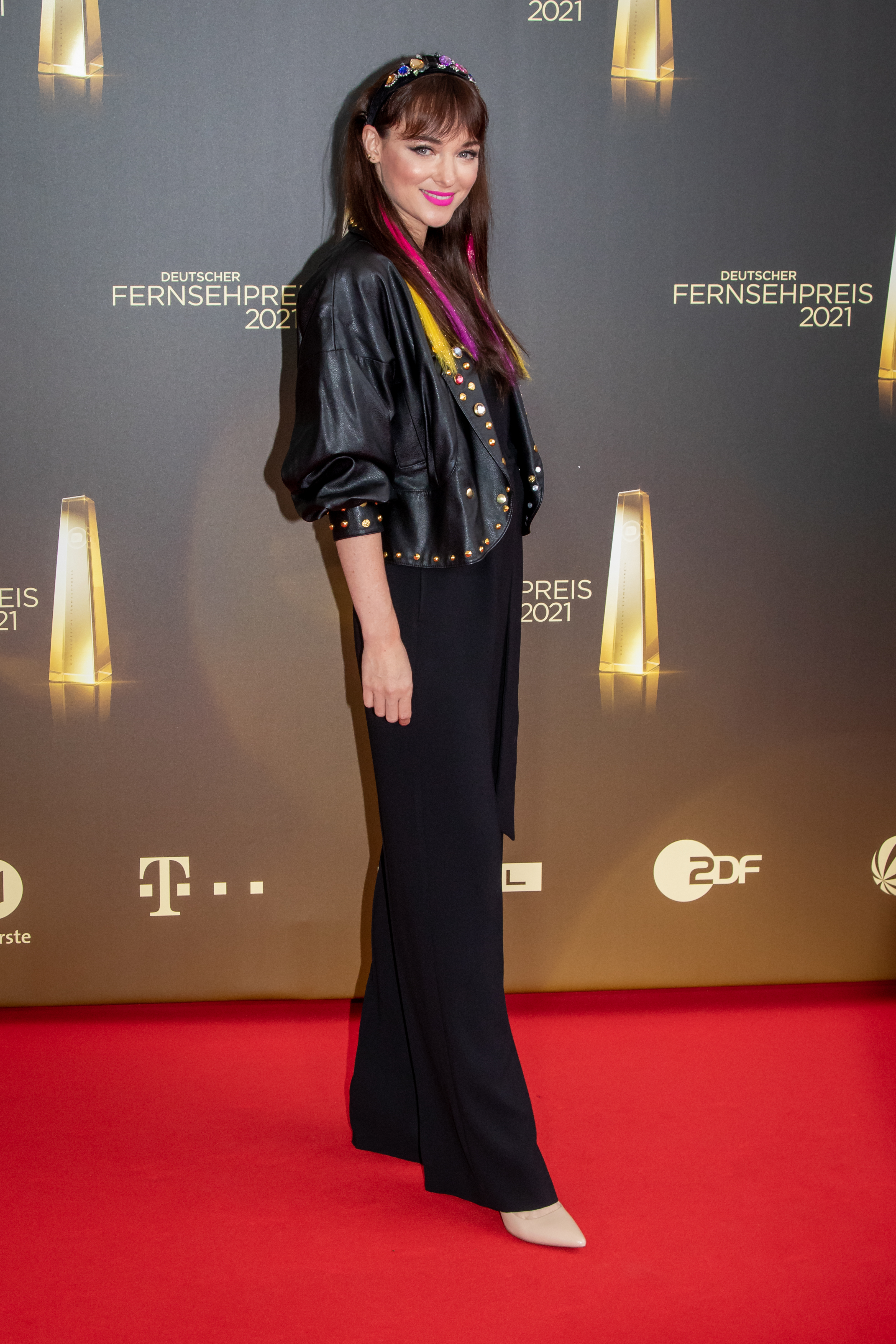
Larissa Rieß (2021)

Larissa Rieß (* 28. Mai 1988 in Quito, Ecuador), auch bekannt als Lari Luke, ist eine deutsche Hörfunk- und Fernsehmoderatorin, Komikerin, Schauspielerin und DJ. Sie war bis 2022 Moderatorin beim Radiosender 1 Live und war Ensemblemitglied beim Neo Magazin Royale.

## Werdegang

### Hörfunk
Rieß wuchs in Ecuador, Portugal und Heidelberg auf und spricht fließend Deutsch, Spanisch, Portugiesisch und Englisch. Sie studierte zwei Jahre lang Audiovisuelle Kommunikation in Barcelona und schloss ihr Studium der Medien- und Kommunikationswissenschaft sowie der Romanistik im Jahr 2013 an der Universität Mannheim mit dem Bachelor of Arts ab. Parallel zu ihrem Studium absolvierte sie ein Volontariat bei den Radiosendern Energy München und Jam FM Berlin, wo sie ihre eigene Sendung Larissa am Nachmittag moderierte. Nebenbei moderierte sie den Campuswecker beim Hochschulradio Radioaktiv.
2014 wechselte sie zum Hörfunksender bigFM, bei dem sie bereits nach kurzer Zeit zusammen mit Julia Porath und Susanka Bersin die Morningshow Drei Engel für Deutschland moderierte. Die dort angeblich gegen ihren Willen erfolgte Veröffentlichung ihrer privaten Mobiltelefonnummer stellte sich als Fake heraus und wurde seitens der Landesanstalt für Kommunikation (LfK) als „medienethisch bedenklich“ kritisiert.
Von 2015 bis 2022 war sie Moderatorin beim Radiosender 1 Live. Dort moderierte sie verschiedene Sendungen im Tagesprogramm.

### Fernsehen und Kino
Einem breiteren Publikum wurde Rieß durch ihre Tätigkeit als Ensemblemitglied beim Neo Magazin Royale bekannt. Dort trat sie ab 2015 in verschiedenen Rollen, unter anderem als „Larissa Parieß“, an der Seite von Jan Böhmermann auf und hatte dort ihre eigenen Rubriken namens Rieß mal Neo und Riess’ Kosmos.
2016 stand sie zusammen mit Jan Böhmermann und Olli Schulz bei der Sendung Schulz & Böhmermann vor der Kamera.
Im Dezember 2016 war Rieß für die Sportschau und den ARD-Fernsehsender One tätig. Sie übernahm die Moderation des Big Air Weltcups, bei dem die weltweit besten Snowboard- und Freeskier gegeneinander antreten.
Von 2017 bis 2019 war Rieß in der Serie jerks. zu sehen. Sie spielte dort die Agentin der beiden Hauptdarsteller Christian Ulmen und Fahri Yardım. Die Serie wurde auf Maxdome und bei ProSieben im Free-TV sowie auf dessen eigenem Streaming-Dienst Joyn ausgestrahlt.
In der Filmkomödie Fack ju Göhte 3 übernahm Rieß ihre erste Kinorolle.
Bei der Late-Night-Show WM Kwartira, die während der Fußball-Weltmeisterschaft 2018 im Ersten ausgestrahlt wurde, wurde Rieß für ihre eigene dort stattfindende Rubrik Russian Fake News von den Medien gelobt.
Im April 2021 wurde bekannt gegeben, dass sie an der zweiten Staffel von Amazons Prime-Video-Format LOL: Last One Laughing teilnehmen wird.
Im Februar 2022 war Rieß Ensemblemitglied von zwei Folgen von 7 Tage, 7 Köpfe bei RTL.
In der ersten Staffel von Too Hot to Handle: Germany übernahm Rieß die Erzählerstimme.

### Musik
Als „Lari Luke“ tourt Rieß deutschlandweit als DJ. Sie legt eine Mischung aus Future-Bass, Trap und House auf. Sie bespielte neben Festivals wie Rock am Ring, der Nature One und dem Summerjam Festival unter anderem drei Jahre in Folge das Juicy Beats Festival auf dem Main Floor. Im September 2016 begleitete sie den Rapper Rockstah als DJ auf dessen Konzerten.
Im Oktober 2016 brachte sie unter dem Pseudonym „Larissa White“ ihr erstes Album namens Firebird heraus, welches sie selbst schrieb und zusammen mit Niels Reinhard produzierte. Zusammen produzierten sie Musikvideos zu den beiden Singles Night Is Over und Catfight, bei der Reinhard Regie führte und Rieß die Hauptrolle übernahm.
Rieß wirkte im Musikvideo zu It’s a Catalogue der Band Get Well Soon als Hauptdarstellerin mit.

### Gaming
2016 war Rieß auf dem Live-Streaming-Videoportal Twitch aktiv. Dort machte sie auf dem Kanal laristoyboy Let’s-Play-Videos. Darin spielte und kommentierte sie live und auf humorvolle Art und Weise Videospiele.
Im Point-and-Click-Adventure Game Royale 2: The Secret of Jannis Island ist Rieß neben Böhmermann als eigene Spielfigur vertreten. Die Synchronisation ihrer Rolle übernahm sie selbst.

### Privates
Rieß ist seit 2018 verheiratet und lebt in Heidelberg. Sie hat zwei Kinder (* 2020 und * 2024).

## Fernsehauftritte (Auswahl)
- 2015–2019: Neo Magazin Royale (ZDFneo)
- 2016: Schulz & Böhmermann (ZDFneo)
- 2016: Moderation Big Air Weltcup (One)
- 2017: 80s Smash Hits Powered By Nitrolaut (Nitro)
- 2017–2019: jerks. (ProSieben)
- 2018: Dr. Böhmermanns Struwwelpeter (ZDF)
- 2018: WM Kwartira (Das Erste)
- 2018: Mord mit Ansage (Sat.1)
- 2018: Deutscher Comedypreis (RTL)
- 2018: 1 Live Krone (WDR Fernsehen)
- 2019: Witzearena (RTL)
- 2019: PussyTerror TV (Das Erste)
- 2019: Genial daneben – Das Quiz (Sat.1)
- 2019: Mord mit Ansage – Die Krimi-Impro Show (Sat.1)
- 2020: Genial oder Daneben? (Sat.1)
- 2020: Mask Off (Joyn)
- 2021: LOL: Last One Laughing (Prime Video)
- 2021: Guinness World Records (Sat.1)
- 2021: So klingt Deutschland – Die 50 beliebtesten Music-Acts (Vox)
- 2021: Buchstabenbattle (Sat.1)
- 2022: 7 Tage, 7 Köpfe (RTL)
- 2022: Techno House Deutschland (Achtteilige Dokumentarfilm-Reihe, Episode 8, Das Erste/SWR Fernsehen)[33]
- 2023: Too Hot to Handle: Germany (Netflix)

## Kinofilme
- 2017: Fack ju Göhte 3

## Diskografie

### Alben
- 2016: Firebird

### Singles
- 2019: Lose It (mit Karol Tip)
- 2019: Do or Die
- 2020: Diablo
- 2020: Vilma
- 2020: Out of This Town (feat. Alida)
- 2020: Jealousy (feat. PollyAnna)
- 2021: I’m Hot
- 2021: On Top of the World (feat. PollyAnna)
- 2021: BOYS
- 2022: Wake Up
- 2023: Can't Choose (feat. Kiara Nelson)

### Remixe
- 2020: How to Be Lonely (Rita Ora)
- 2020: If the World Was Ending (JP Saxe feat. Julia Michaels)